# West Helmsdale
West Helmsdale is een kustdorp in de buurt van Helmsdale in de Schotse lieutenancy Sutherland in het raadsgebied Highland.